# Тимидин
Тимидинът (по-точно, дезокситимидин, също дезоксириботимидин или тимин дезоксририбозид) е химическо съединение, производно на пиримидиновата нуклеотидна база тимин и пентозата дезоксирибоза свързани чрез гликозидна връзка. Дезокситимидинът е част от ДНКовия нуклеотид T, който участва в изграждането на ДНК и се сдвоява с дезоксиаденозина (A) от антипаралелната ДНК верига.